# Ключ (електротехника)
Вижте пояснителната страница за други значения на Ключ.
Ключът използван в електротехниката и наричан още прекъсвач, превключвател или изключвател е ръчно управляван механичен или електронен комутационен елемент, който се използва в електрическите уредби за включване, изключване или превключване на електрически вериги за битови уреди и апарати и осветление. Ключът обикновено конструктивно е създаден да работи с две възможни състояния. За специални нужди, например за табла за управление на машини и процеси, се произвеждат и такива с неутрално състояние на превключващия механизъм. Най-обикновеният електрически ключ е ръчно управлявано електромеханично устройство за създаване или прекъсване на електрическа връзка. Комутационни елементи, електрически задействани за превключване на електрически вериги са например релетата.

## Изисквания
За надеждната работа на електрическите ключовете се изисква: 
- да изключват мигновено;
- да са произведени със сигурна изолация и конструкция за безопасно опериране;
- да са лесни за монтаж;
- да имат продължителен живот при условията за експлоатация;
- монтирането му в електрическата верига не трябва да внася промени в нейните параметри, т.е. да няма повишено съпротивление, и да не се създава пад на електрическо напрежение. Също и да не възникват опасни електрически дъги.

## Конструкция
Съществува много голямо разнообразие на превключватели за битови нужди, технически съоръжения, градивни елементи в електронни апарати и компютърни системи (т. нар. микроключета), за техните габарити, начинът им за свързване и монтаж. Конструкцията на ключа съдържа няколко основни елементи:
- корпус (тяло), в което се монтират всички превключващи елементи и тези за закрепване и монтаж;
- контактна система, която осъществява свързването или прекъсването на електрическата верига. Състои се от подвижна и неподвижна контактна система и двигателен механизъм за задвижване на подвижната контактна система. Контактите се изработват от месингови пластини и в мястото на контактуване се поставя сребърно покритие.
- бутон от пластмаса за механичното задействане на ключа. В корпуса на бутона се вмества и механизма на двигателния механизъм.

### Видове по схема на включване
- обикновени – контактната система включва и изключва един потребител;
- серийни – притежават двойна контактна система, която позволява включването и изключването на две групи потребители;
- девиаторни – разполага с двустранна неподвижна контактна система, която позволява управлението на включеното или изключеното състояние да се осъществява от две отдалечени места;
- кръстати – стар модел прекъсвач. Притежава четири неподвижни контакти, а подвижните контакти осъществяват връзка между два неподвижни. Използва се като междинен прекъсвач, като се реализира включването и изключването на един потребител от повече от две места, отдалечени едно от друго. [1]

### Видове по начина на изпълнение
- Нормално изпълнение:

- за открита уредба – върху порцеланов или пластмасов корпус е монтиран ексцентриков механизъм за действие на положението на ключа. Използва се за включване на осветителни тела и в битови уреди. Произвежда се обикновено и водозащитено изпълнение;
- за полускрита уредба – в цяло пластмасово тяло и специално пластмасова кутия е монтиран кобиличен двигателен механизъм със сребърни контактни пъпки;
- за скрита уредба – двигателният механизъм кобилица и сребърните контактни пъпки са поставени в общо пластмасово тяло. Палецът за управлението на ключа е може да е в изпълнение малък или голям, както и да има светлинен сигнал при изключено състояние.
- ключове с електронни превключващи схеми. Използват се във веригите на електрическото осветление и не притежават класическата контактна система, както и механизма за задвижването им. Биват прекъсвачи с регулиране осветеността с потенциометър и тиристорни електронни схеми и ключове със сензорно управление при допир. Изработват се за напрежение 220 V и мощност от 60 до 300 W.
- Специално изпълнение: [3]

- клавишен прекъсвач. Произвежда се за монтаж към електродомакински уреди. Произвежда се за напрежение 250 V и ток до 16 A;
- пакетен прекъсвач предназначен за електрически табла и уреди. Употребяват се за ръчно включване и превключване на асинхронни двигатели или други електрически вериги; Произвеждат се за работа с напрежение 380 V и ток от 10, 16, 25, 63, и 100 А.
- Бутони: [3]

Бутоните са прекъсвачи, чието действие продължава докато се действа върху тях. Конструктивно се състоят от корпус неподвижен и подвижен контакт. В зависимост от предназначението биват:
- сигнални (звънчеви) за открита инсталация в разновидност като единични превключватели или като такива обединени в табло.
- сигнални бутони за полускрита инсталация за звънчева инсталация или стълбищно осветление. Укрепват се в специална кутия.
- сигнални бутони за скрита инсталация за звънчева инсталации или за осветление. Поставят се подходящи знаци или символи за използването им.
- Комбинирани електроинсталационни превключватели.